# Primavera (Oaxaca)
Primavera es una congregación del municipio de Santiago Yosondúa, ubicado en el distrito de Tlaxiaco, el cual forma parte de la región mixteca del estado mexicano de Oaxaca.

## Geografía
La localidad se ubica a 4.1 kilómetros (en dirección oeste) de la localidad de Santiago Yosondúa, la cabecera y lugar más poblado del municipio. Se sitúa en las coordenadas geográficas 16°53′13″N 97°36′43″O / 16.886944, -97.611944, a una elevación de 2,474 metros sobre el nivel del mar.

## Demografía
Según el Conteo de Población y Vivienda 2020, efectuado por el Instituto Nacional de Estadística y Geografía, la localidad tiene 98 habitantes, de los cuales 39 son del sexo masculino y 59 del sexo femenino. Su tasa de fecundidad es de 3.04 hijos por mujer y tiene 32 viviendas particulares habitadas.
| Gráfica de evolución demográfica de Primavera entre 1940 y 2020 |
|                                                                 |
| INEGI.                                                          |